# Wüstenhühner
Wüstenhühner (Ammoperdix), auch Sandhühner genannt, sind eine Gattung aus der Familie der Fasanenartigen. Sie sind eng verwandt mit den Steinhühnern.
Wüstenhühner sind Bewohner steiniger Halbwüsten im Nordosten Afrikas, in Arabien, Vorderasien sowie dem westlichen Pakistan. Es sind zierliche Hühnervögel, die in ihrer Körpergröße zwischen einer Wachtel und einem Rebhuhn liegen. Typisch für sie ist eine sandbraune Wüstenfärbung, gerundete Flügel, ein kurzer zwölffedriger Schwanz und hohe Läufe. Bei beiden Arten, die der Gattung der Wüstenhühner zugeordnet werden, zeigt sich ein Geschlechtsdimorphismus, d. h., Männchen und Weibchen haben eine unterschiedlich gefärbte Körperbefiederung.

## Arten
- Arabienwüstenhuhn (Ammoperdix heyi), das Ägypten östlich des Nils, den nordöstlichen Sudan, Südarabien und das Jordantal bewohnt.
- Persienwüstenhuhn (Ammoperdix griseogularis), das in der südöstlichen Türkei, dem Irak, dem Iran bis nach Pakistan vorkommt.